# Venkatraman Ramakrishnan
Venkatraman Ramakrishnan (Chidambaram, Cuddalore (district), Tamil Nadu, 5 april 1952) is een Amerikaans scheikundige, in het veld van de structuurbiologie. Hij onderzocht de structuur en de werking van het ribosoom. In 2009 ontving hij de Nobelprijs voor Scheikunde samen met Thomas Steitz en Ada Yonath.

## Biografie
De in India geboren Ramakrishnan is de zoon van Rajalakshmi en C.V. Ramakrishnan, die beide biochemici zijn. Na de Rosary High School in Baroda en de Maharaja Sayajirao University of Baroda (bachelor in 1977) vertrok hij naar de Verenigde Staten om natuurkunde te studeren aan de Ohio-universiteit, alwaar hij in 1976 promoveerde.
Na zijn natuurkunde studie richtte hij zich op de moleculaire biologie. Na een extra studie biologie aan de Universiteit van Californië - San Diego was hij als postdoc verbonden aan Yale en het Brookhaven National Laboratory (BNL). In 1995 werd hij benoemd tot hoogleraar biofysica aan de Universiteit van Utah. In 1999 ging hij Cambridge in Groot-Brittannië waar hij een onderzoekspositie aannam bij het MRC Laboratorium voor Moleculaire Biologie dat hij reeds van een eerder verblijf als gastwetenschapper in 1991/92 kende. Vanaf 2008 is hij ook als Fellow verbonden aan Trinity College van de Universiteit van Cambridge.

## Werk
Ramakrishnan ontrafelde de atomaire structuur van het ribosoom, een celmolecuul bestaande uit ribosomaal RNA (rRNA) en eiwitten die aanwezig is in het cytoplasma van cellen. Met DNA als bouwtekening en aminozuren als bouwstenen fabriceert het ribosoom de benodigde eiwitten en hormonen. Het ribosoom bestaat uit twee delen, die de grote en de kleine "subunit" worden genoemd. Ramakrishnan bepaalde dat de kleine subunit met een soort moleculaire meetlat verantwoordelijk is voor de interne kwaliteitscontrole. Hierbij vergelijkt het de codons op het mRNA met de anticodons op het tRNA. Indien de onderlinge afstand niet correct is wordt het aminozuur niet in het te produceren eiwit opgenomen.
In 2000 stelde hij met zijn MRC-werkgroep de röntgenkristalstructuur vast van de 30S-onderdeel van het ribosoom alsmede de werking van dit onderdeel met verscheidene antibiotica. In 2006 bepaalde hij de atomaire structuur van het gehele ribosoom in complex met tRNA- en mRNA-liganden.
1901: Van 't Hoff ·
1902: E. Fischer ·
1903: Arrhenius ·
1904: Ramsay ·
1905: Baeyer ·
1906: Moissan ·
1907: Buchner ·
1908: Rutherford ·
1909: Ostwald ·
1910: Wallach ·
1911: Curie ·
1912: Grignard, Sabatier ·
1913: Werner ·
1914: Richards ·
1915: Willstätter ·
1918: Haber ·
1920: Nernst ·
1921: Soddy ·
1922: Aston ·
1923: Pregl ·
1925: Zsigmondy ·
1926: Svedberg ·
1927: Wieland ·
1928: Windaus ·
1929: Harden, Euler-Chelpin ·
1930: H. Fischer · 
1931: Bosch, Bergius ·
1932: Langmuir ·
1934: Urey ·
1935: F. Joliot-Curie, I. Joliot-Curie ·
1936: Debye ·
1937: Haworth, Karrer ·
1938: Kuhn ·
1939: Butenandt, Ružička ·
1943: Hevesy · 
1944: Hahn ·
1945: Virtanen ·
1946: Sumner, Northrop, Stanley ·
1947: Robinson · 
1948: Tiselius · 
1949: Giauque ·
1950: Diels, Alder ·
1951: McMillan, Seaborg ·
1952: Martin, Synge ·
1953: Staudinger ·
1954: Pauling ·
1955: Vigneaud ·
1956: Hinshelwood, Semjonov ·
1957: Todd ·
1958: Sanger ·
1959: Heyrovský ·
1960: Libby ·
1961: Calvin ·
1962: Perutz, Kendrew ·
1963: Ziegler, Natta ·
1964: Hodgkin ·
1965: Woodward ·
1966: Mulliken ·
1967: Eigen, Norrish, Porter ·
1968: Onsager ·
1969: Barton, Hassel ·
1970: Leloir ·
1971: Herzberg ·
1972: Anfinsen, Moore, Stein · 
1973: E.O. Fischer, Wilkinson · 
1974: Flory ·
1975: Cornforth, Prelog ·
1976: Lipscomb ·
1977: Prigogine · 
1978: Mitchell ·
1979: Brown, Wittig ·
1980: Berg, Gilbert, Sanger ·
1981: Fukui, Hoffmann ·
1982: Klug ·
1983: Taube ·
1984: Merrifield ·
1985: Hauptman, Karle ·
1986: Herschbach, Lee, Polanyi ·
1987: Cram, Lehn, Pedersen ·
1988: Deisenhofer, Huber, Michel ·
1989: Altman, Cech ·
1990: Corey ·
1991: Ernst ·
1992: Marcus ·
1993: Mullis, Smith ·
1994: Olah ·
1995: Crutzen, Molina, Rowland ·
1996: Curl, Kroto, Smalley ·
1997: Boyer, Walker, Skou ·
1998: Kohn, Pople ·
1999: Zewail ·
2000: Heeger, MacDiarmid, Shirakawa ·
2001: Knowles, Noyori, Sharpless ·
2002: Fenn, Tanaka, Wüthrich ·
2003: Agre, MacKinnon ·
2004: Ciechanover, Hershko, Rose ·
2005: Grubbs, Schrock, Chauvin ·
2006: Kornberg ·
2007: Ertl ·
2008: Shimomura, Chalfie, Tsien ·
2009: Steitz, Yonath, Ramakrishnan ·
2010: Heck, Negishi, Suzuki ·
2011: Shechtman ·
2012: Kobilka, Lefkowitz ·
2013: Karplus, Levitt, Warshel ·
2014: Betzig, Hell, Moerner ·
2015: Lindahl, Modrich, Sancar ·
2016: Sauvage, Stoddart, Feringa ·
2017: Dubochet, Frank, Henderson · 
2018: Arnold, Winter, Smith ·   
2019: Goodenough, Whittingham, Yoshino ·
2020: Charpentier, Doudna ·
2021: List, MacMillan ·
2022: Bertozzi, Meldal, Sharpless ·
2023: Bawendi, Brus, Jekimov ·
2024: Baker, Hassabis, Jumper